# Herrán
Herrán è un comune della Colombia facente parte del dipartimento di Norte de Santander.
L'abitato venne fondato da José Antonio Bautista Patiño nel 1860, mentre l'istituzione del comune è del 1º maggio 1911. La denominazione del comune è in onore dell'ex presidente colombiano Pedro Alcántara Herrán.